# Atlantis (Andrea-Berg-Album)
Atlantis ist das 14. Studioalbum der deutschen Schlagersängerin Andrea Berg. Es wurde im September 2013 in Deutschland, Österreich und der Schweiz veröffentlicht und erreichte in allen drei Ländern Platz eins der Charts.

## Entstehung
Anders als ihre Vorgängeralben wurde Atlantis nicht nur von Dieter Bohlen produziert, auch wenn viele Lieder von ihm komponiert wurden. Weitere Kompositionen stammen von David Brandes, DJ Bobo, Achim Kleist, Patrizia Kleist, Julia von Webenau, Wolfgang von Webenau und Stefan Pössnicker. Nach Angaben der Künstlerin wurde das Atlantis-Thema als Anschluss an ihr vorheriges Album Abenteuer (2011) gewählt, das Metaphern über Meeresabenteuern und Piraten benutzt hatte. Sie verbinde auch die Insel mit der Idee von Freiheit.

### Cover
Die Bilder, die für das Booklet des Albums verwendet wurden, hat die englische Unterwasserfotografin Zena Holloway gemacht, die auch mit vielen anderen Persönlichkeiten wie Katie Price, den Sängerinnen Kylie Minogue und Rita Ora oder der Schwimmerin Jessica Hardy gearbeitet hat. Berg trainierte vier Wochen, um lang genug die Luft für das Fotoshooting anhalten zu können.

## Titelliste

### CD 1
| #   | Titel                                      | Länge |
| --- | ------------------------------------------ | ----- |
| 1.  | Atlantis lebt                              | 3:38  |
| 2.  | Das Gefühl                                 | 3:10  |
| 3.  | Davon geht die Welt nicht unter            | 3:22  |
| 4.  | Der letzte Tag im Paradies                 | 3:06  |
| 5.  | Wir können nicht verlieren                 | 3:36  |
| 6.  | Liebe ist mehr                             | 3:00  |
| 7.  | Bin ich von allen guten Geistern verlassen | 3:52  |
| 8.  | Ich will nicht länger davon träumen        | 3:07  |
| 9.  | Unser bester Moment                        | 2:57  |
| 10. | Wirst du mich lieben                       | 3:26  |
| 11. | Lass mich einfach weiter träumen           | 3:25  |
| 12. | Fliegst du immer noch so hoch              | 3:04  |
| 13. | Träumer wie wir                            | 4:07  |

### CD 2
| #   | Titel                            | Länge |
| --- | -------------------------------- | ----- |
| 1.  | Auf zu neuen Abenteuern          | 3:45  |
| 2.  | Vergessen und verzeihen          | 3:18  |
| 3.  | Himmel auf Erden                 | 3:42  |
| 4.  | Vorübergehend nicht zu erreichen | 3:18  |
| 5.  | Im nächsten Leben                | 3:53  |
| 6.  | Hallo                            | 3:47  |
| 7.  | Du bist da                       | 2:58  |
| 8.  | Weil du ein Zauberer bist        | 3:33  |
| 9.  | Morgen werd ich gehn             | 3:43  |
| 10. | Dein Licht am Horizont           | 3:38  |
| 11. | Nicht irgendwann                 | 3:12  |
| 12. | Ich geh mit dir                  | 3:53  |

## Rezeption
Die Schlagerseite schlagerportal.com schrieb:
Romantische, verträumte Songs, die durch die ungeschminkten Texte der Interpretin jedes Herz berühren, wechseln mit einschmeichelnden Refrains ab, die man nicht so schnell aus dem Kopf herausbekommt und die zum Mitsingen einladen.

## Kommerzieller Erfolg

### Chartplatzierungen
| ChartsChartplatzierungen | Höchstplatzierung | Wochen |
| ------------------------ | ----------------- | ------ |
| Deutschland (GfK)        | 1 (55 Wo.)        | 55     |
| Österreich (Ö3)          | 1 (45 Wo.)        | 45     |
| Schweiz (IFPI)           | 1 (39 Wo.)        | 39     |

| ChartsJahrescharts (2013) | Platzierung |
| ------------------------- | ----------- |
| Deutschland (GfK)         | 3           |
| Österreich (Ö3)           | 1           |
| Schweiz (IFPI)            | 21          |

| ChartsJahrescharts (2014) | Platzierung |
| ------------------------- | ----------- |
| Deutschland (GfK)         | 50          |
| Österreich (Ö3)           | 18          |
| Schweiz (IFPI)            | 89          |

### Auszeichnungen für Musikverkäufe
| Land/Region        | Auszeichnungen für Musikverkäufe (Land/Region, Auszeichnung, Verkäufe) | Verkäufe |
| ------------------ | ---------------------------------------------------------------------- | -------- |
| Deutschland (BVMI) | 3× Platin                                                              | 600.000  |
| Österreich (IFPI)  | 3× Platin                                                              | 45.000   |
| Schweiz (IFPI)     | Platin                                                                 | 20.000   |
| Insgesamt          | 7× Platin ·                                                            | 665.000  |